# Силиконовые герметики

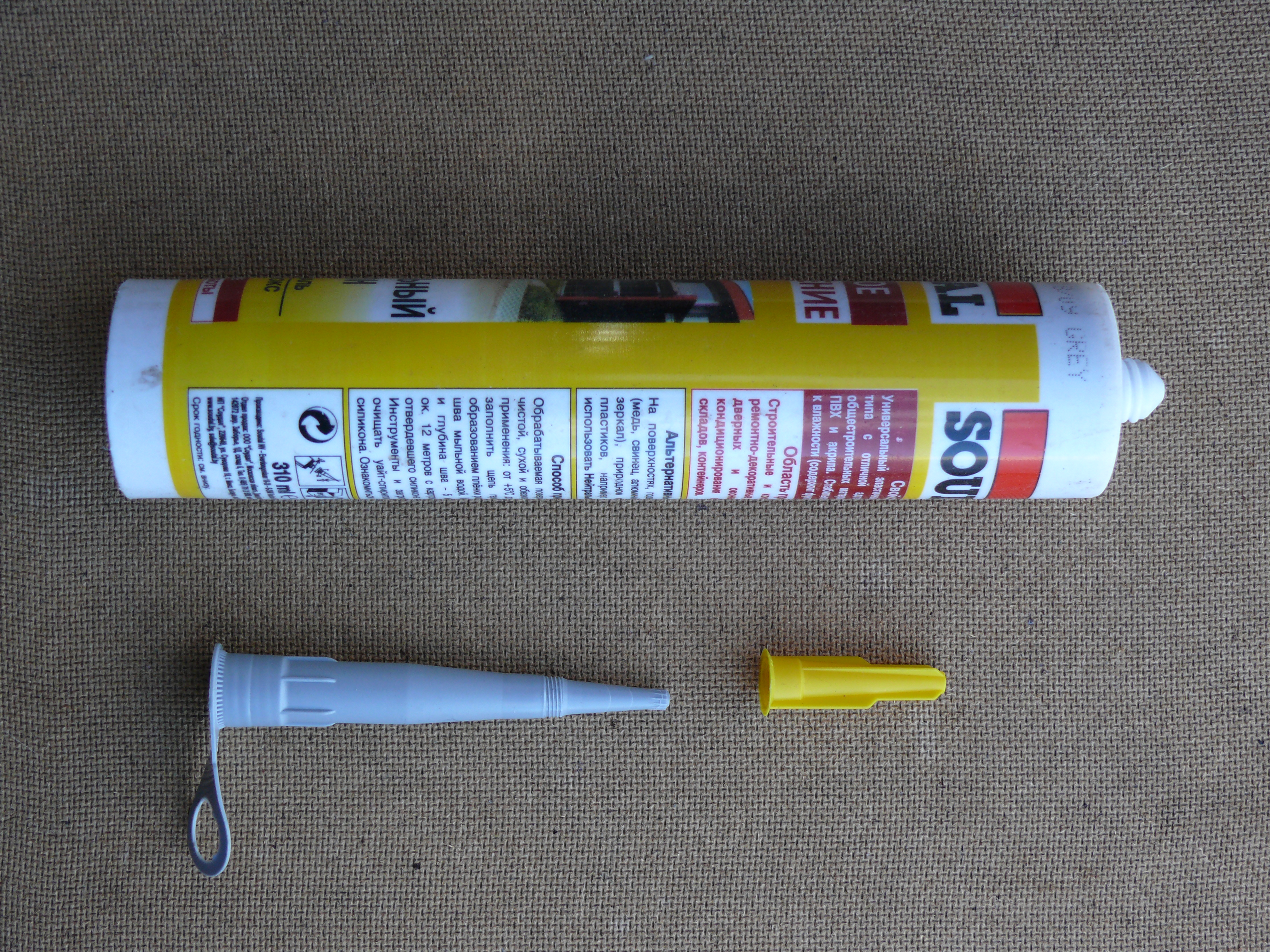
Туба с силиконовым герметиком, наконечник и колпачок к нему

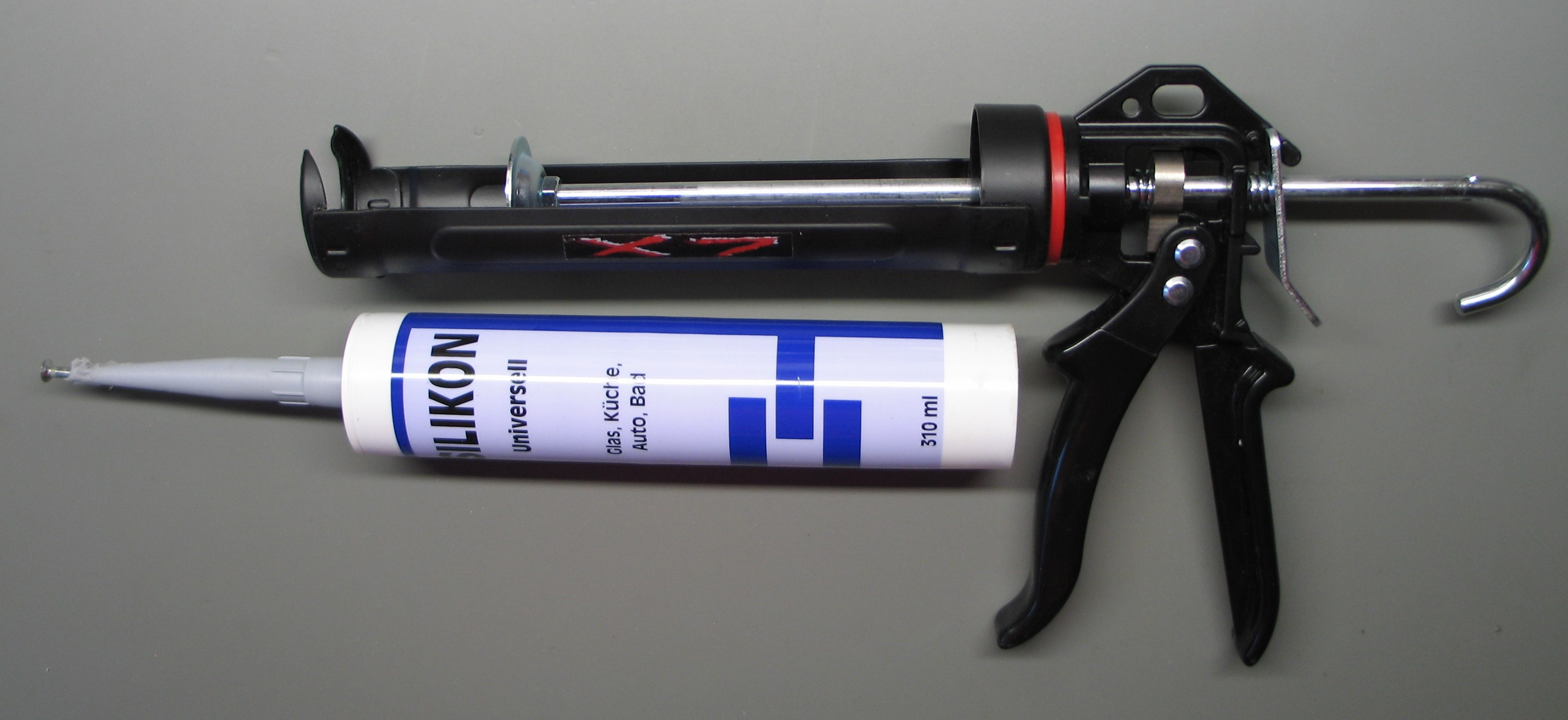
Пистолет для выдавливания силиконового герметика из тубы

Силиконовые герметики — вязкотекучие составы на основе низкомолекулярных силиконовых каучуков, затвердевающие при комнатной температуре. Используются для заполнения щелей и полостей с целью герметизации и защиты от разных факторов среды, клей-герметик применяется для склеивания различных поверхностей между собой.

## Описание
Основные полезные свойства, определяющие употребление в строительстве и ремонте:
- Отличная водостойкость
- Эластичность (упругость)
- Хорошая адгезия к большинству материалов
- Высокие термостойкость и морозостойкость (от −60 до +300 °C)[1]
- Электроизоляционные свойства
- Стойкость к солнечному ультрафиолету
- Стойкость к агрессивным средам
- Долговечность

## История
Впервые появились в 1960-е годы.

## Виды
Существует две основных группы силиконовых герметиков.

### Однокомпонентные составы
Это привычные магазинные герметики в тубах, встречаются также в «фойл-пакетах» (тубах из плёнки) и в более крупной фасовке. Отверждаются за счёт влаги воздуха. Наиболее распространены (согласно утверждениям строителей, это самая крупная область применения силиконов в мире), но полностью отвердевать в приемлемые сроки способны только в тонком слое от 2 мм — до 10—12 мм. (некоторые производители дают величину диаметра стренги до 15 мм).
Как правило, под термином «силиконовый герметик» понимаются именно однокомпонентные составы.
Однокомпонентные силиконовые герметики по химическому составу делятся на 2 группы:
1. Кислотные (с химической точки зрения — «ацетокси»). Довольно сильно пахнут уксусом. Заметно дешевле нейтральных. Могут вызывать коррозию (металлов, цементосодержащих материалов и др.). Механизм поликонденсации: взаимодействие концевых гидроксильных групп полидиметилсилоксана со сшивающим вулканизирующим агентом (например, метилтриацетоксисиланом) в присутствии воды, с образованием сетчатой структуры и отщеплением уксусной кислоты.
2. Нейтральные (химически это в основном «метокси» или «алкокси»). Пахнут слабо. Дороже кислотных.

По назначению силиконовые герметики делятся на строительные, специальные и автомобильные, но это деление нечеткое и весьма условное.
Чаще всего на упаковке написано основное назначение герметика:
- «Автомобильный». «автомобильный чёрный», «автомобильный красный» — прижившиеся типы Loctite.
- «Санитарный». Для ванных, душевых, санузлов. Чаще всего содержит биоцид, препятствующий развитию плесени и грибков.
- «Аквариумный» — специально для аквариумов, террариумов и т. д.
- «Универсальный»
- «Электроизоляционный» — для электротехники.
- «Высокотемпературный» или «Термостойкий» не являются силиконовыми, так как основной компонент — силикат натрия (жидкое стекло)
- «Низкомодульный» — для межпанельных швов. Выдерживает высокую деформацию.
- и др.

### Двухкомпонентные составы
Так называемые «силиконовые компаунды» типа Виксинта, Пентэласта, Эластосила. «Основа» затвердевает, реагируя с «катализатором» при их смешении. Могут твердеть в любых объёмах. Распространены значительно меньше однокомпонентных герметиков, так как используются в основном для промышленных решений.

## Применение

### Наружные работы
- герметизация во время мелких кровельных работ;
- герметизация водосточных труб;
- герметизация строений из стекла и конструкционных элементов в зимних садах;
- приклеивание отрывающихся каменных плиток;
- герметизация во время мелких кровельных работ около дымохода;
- герметизация соединений виниловой облицовки;
- герметизация оконных рам и коробок.

### Работы внутри дома
- выполнение швов вокруг каменных подоконников;
- герметизация примыканий гипсокартонных плит к потолку;
- герметизация элементов, нагревающихся до высокой температуры.

### Работы в помещениях с повышенной влажностью
- герметизация стыка душевых кабин и стен;
- герметизация соединений в канализационных и водных сетях;
- приклеивание зеркал;
- герметизация мест примыкания умывальников к стенам;
- герметизация мест примыкания сантехнического оборудования.

## Критика качества и применения
На рынке очень много некачественных силиконовых герметиков. Безусловно, у всех производителей качественных силиконовых герметиков могут встречаться бракованные партии, но в общем количестве производимого их доля мала. В большинстве же случаев, низкое качество заложено в герметик изначально: как правило, это — следствие удешевления состава путём разбавления его какой-либо дешёвой органикой (маслом, керосином и т. п.). При этом фраза «100 % силиконовый» вполне может фигурировать на упаковке. С разбавлением и уменьшением доли силиконового каучука герметик теряет присущие силикону свойства. Падает эластичность (упругость) и механическая прочность, ухудшается стойкость к высоким и низким температурам, ультрафиолету, воде, со временем появляются усадка, изменения формы и цвета (желтеет, темнеет), снижается долговечность.
Встречается отсутствие отверждаемости, когда по прошествии любого промежутка времени герметик «мажется». Это является нормой для стекольных герметиков, так как стекло неизбежно «гуляет» в раме или в автомобиле, но неприемлемо для остальных применений.
Может показаться, что силиконовые герметики — это универсальное средство с неограниченными возможностями. Однако они обладают определёнными недостатками:
- Большинство герметиков нельзя наносить на влажные поверхности.
- Качественные (не разбавленные большим количеством органики) силиконовые герметики нельзя окрасить обычными красителями.
- Узким местом для силиконовых герметиков являются пластики (полиэтилен, полипропилен, ПВХ, поликарбонат, фторопласт), адгезия к которым бывает недостаточна. Часто проблема решается выбором профессионального силиконового герметика или использованием специальных «подслоёв» («праймеров»), усиливающих адгезию перед нанесением герметика.